# Orden de la Trapa
La Orden Cisterciense de la Estricta Observancia (O.C.S.O. por su nombre oficial, en latín, Ordo Cisterciensis Strictioris Observantiae), también llamada Orden de la Trapa, es una orden monástica católica reformada, cuyos miembros son popularmente conocidos como trapenses. Tienen como regla monástica la de San Benito, la cual aspiran seguir sin lenitivos. Nacieron en 1664 como rama de la Orden benedictina del Císter (de 1098), que a su vez se originó en una reacción a la relajación que se percibía en la Orden benedictina de Cluny (de 910), pretendiendo volver al espíritu original de la Orden de San Benito (de 529).

## Historia

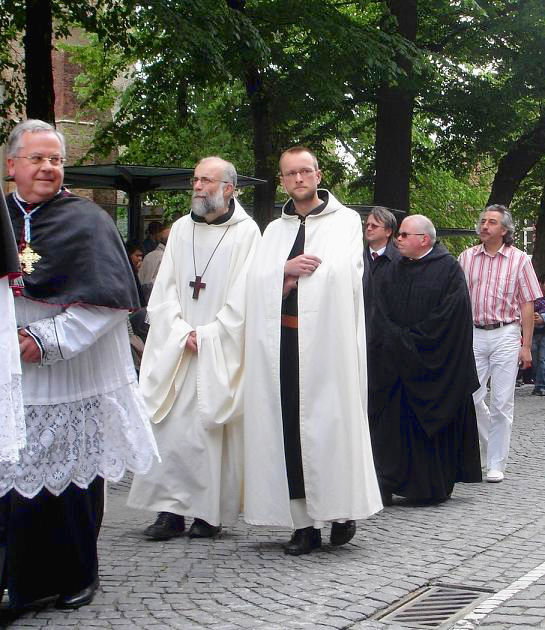
Monjes trapenses de San Sixto de Westvleteren, en Flandes, Bélgica.

La orden se fundó en la abadía de la Trapa, ubicada en Orne, Baja Normandía (Francia), donde su abad, Armand Jean Le Bouthillier de Rancé, encabezó en 1664 una reforma de la orden del Císter a la que pertenecía el monasterio, renunciando a todas las dispensas autorizadas por la Santa Sede y retornando a la primitiva observancia y regla de San Benito, evitando la relajación que consideraba se estaba produciendo en algunos monasterios cistercienses.

## La orden en el mundo

### España
Esta reforma hecha por Armando perseveró hasta 1791 en Francia. Pero a los monjes de la Trapa se les impuso abandonar su vida monástica debido a los acontecimientos revolucionarios franceses.
El padre don Agustín tranquilizó a los monjes y se ofreció para practicar todas las diligencias necesarias para conseguir un nuevo monasterio. Pasó al cantón de Friburgo, en Suiza, para solicitar del senado el permiso de un establecimiento religioso en su territorio.
Lo obtuvo en una pequeña cartuja abandonada trece años antes, situada en montes casi inaccesibles y nieves perpetuas, con destino a la nueva colonia cisterciense para que la disfrutasen con todos los privilegios que gozaron en Trapa. Salieron algunos monjes para Suiza en mayo de 1791 y llegaron a Friburgo, donde fueron recibidos por el obispo después del penoso viaje y se dirigieron al Valle Santa. Los sesenta y cuatro que se quedaron, pensando que las cosas iban a calmarse, vieron sin embargo cómo su monasterio era vendido a unos mercaderes de hierro y convertido en una fragua para el hierro y otros menesteres industriales. Los monjes fueron echados de malas maneras del lugar. Estos monjes se dirigieron a Friburgo confiados en que sus hermanos les dieran asilo. Y así ocurrió y aunque pobres y con falta de sitio para acogerlos y sustentarlos, el rector del monasterio les abrió las puertas. Pero viendo imposible acogerlos por mucho tiempo, determinó enviar dos monjes comisionados a España para suplicar al rey Carlos IV de España la gracia especial de un trozo de tierra en algún yermo de su dilatado imperio donde fijar su morada y procurarse la subsistencia.
El padre Gerásimo y el padre Juan fueron los dos monjes comisionados que partieron de Valle Santa para España en el mes de marzo de 1793, en ruta hacia Madrid, pasando por Lucerna, y luego pasando por el monte San Gotardo, donde casi pierden la vida por el frío y donde fueron socorridos por unos capuchinos que tenían un hospicio en la cumbre de la montaña.
De allí fueron a Génova y en barco llegaron a Barcelona y se hospedaron en el convento de Santes Creus. Después se dirigieron a un monasterio de Zaragoza llamado de Santa Fe, para llegar definitivamente a Madrid e instalarse en el monasterio de Santa Ana. En Madrid se colocaron bajo la protección del duque de Híjar, por el cual presentaron al rey un memorial solicitando un terreno para vivir en él. El rey accedió a sus ruegos y acordó darles la granja llamada de Santa Inés en Murcia. El abad de Valle Santa, enterado de las buenas gestiones, envió para España desde Suiza a diez religiosos para la fundación española el 2 de febrero de 1794.
Pero como la granja había pertenecido a los jesuitas y era de gran valor, los monjes negociadores dejaron en suspenso la concesión y los monjes llegados a Suiza que se habían instalado en Reus con los padres franciscanos fijaron su residencia en una ermita llamada «La Misericordia», a poca distancia de Reus, al enterarse del suspenso de la concesión.
Posteriormente se trasladaron al monasterio de Poblet, donde fueron acogidos por el vicario general del monasterio, a quien entregaron las reliquias que habían traído de Suiza.
Las negociaciones para que estos sesenta y cuatro monjes trapenses tuvieran tierras propias para instalarse prosiguieron, y el vicario general de Aragón propuso al monasterio de Escarpe la cesión de un priorato que tenía en las inmediaciones de las villas de Maella y Fabara, conviniendo desde luego el monasterio a la cesión, y aunque el edificio estaba en malas condiciones se mandó a gente para arreglarlo para su puesta en funcionamiento, el 4 de enero de 1796, cuando llegaron finalmente los diez monjes trapenses.
A causa de la expulsión de los trapenses del territorio francés, además de fundarse el monasterio de Valle Santa en Friburgo, se establecieron uno en España, otro en Westfalia, otro cerca de Turín, dos en Valais y otro en el ducado de Norfolk, en Inglaterra.

### Chile
En Chile existen dos monasterios trapenses, el monasterio Nuestra Señora de Quilvo, comunidad compuesta por treinta y dos hermanas, de las cuales en el año 2007, once están en proceso de formación inicial, en donde entre las actividades que hacen para generar ingresos es la venta de la famosa Mermelada de las Hermanas Trapenses de Quilvo, y el monasterio Santa María de Miraflores, comunidad fundada en La Dehesa (Lo Barnechea, Región Metropolitana) en 1960, por los monjes de la abadía de San José, ubicada en Spencer, Massachusetts, Estados Unidos Luego, el 8 de septiembre de 1986 fue trasladado a Miraflores (Codegua, Sexta Región), a un predio agrícola ubicado en los faldeos precordilleranos de «Tunca», al nor-oriente de Rancagua. En los últimos años el número de miembros de la comunidad de Miraflores se ha mantenido en alrededor de veinte en total, de los que seis son estadounidenses y los demás de Chile, España y Venezuela. Hay siete sacerdotes en la comunidad. Existe también el monasterio Santa María de Chada, perteneciente a la Orden cisterciense.

## Monasterios
Hay alrededor de 173 monasterios y conventos trapenses en el mundo, hogar de aproximadamente 2100 monjes y 1800 monjas.

### África

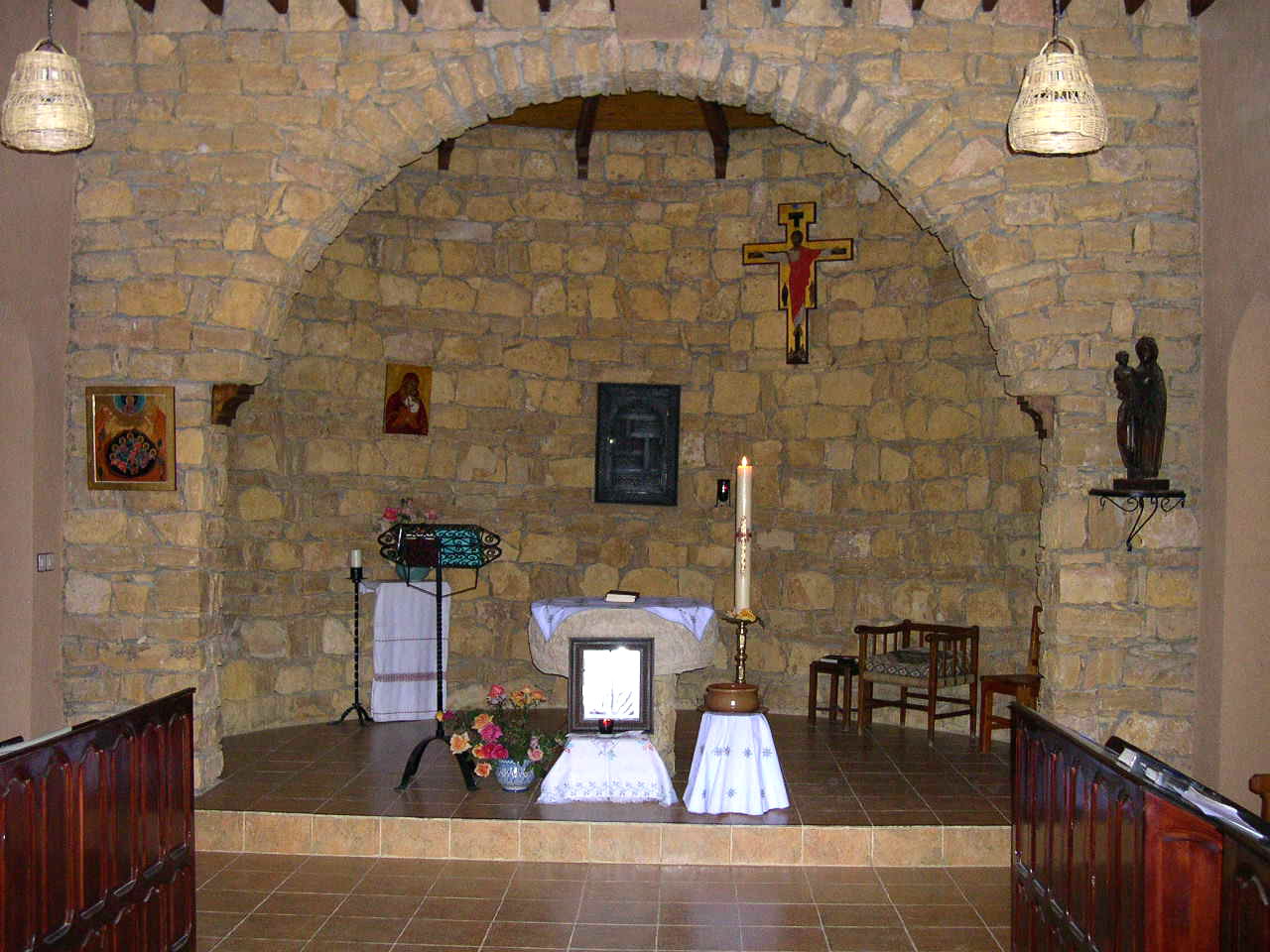
Capilla de la Prioral de Nuestra Señora del Atlas, Midelt, Marruecos.

#### Angola
- Mosteiro Cisterciense, Cavaco-Benguela, Angola (monjes)
- Mosteiro Cisterciense, Huambo, Angola (monjas)
- Irmãs Trapistas Missão Catolica, Bairro Kikolo, Luanda, Angola (monjas)

#### Benín
- Monastère l'Étoile Notre-Dame, Parakou, Benín (monjas)
- Monastère Notre-Dame de Kokoubou, Parakou, Benín (monjes)

#### Camerún
- Bamenda Abbey, Bamenda, Camerún (monjes)
- Monastère Notre-Dame de Grandselve, Obout, Camerún (monjas)
- Monastère Notre-Dame de Koutaba, Koundja, Camerún (monjes)

#### Congo
- Abbaye de la Clarté-Dieu, Cyangugu, Bukavu, República Democrática del Congo (monjas)
- Monastère Notre-Dame de l'Emmanuel, Kinshasa, República Democrática del Congo (monjes)
- Monastere Notre-Dame des Mokoto, Goma, República Democrática del Congo (monjes)
- Monastère Notre-Dame de Mvanda, Kinshasa, República Democrática del Congo (monjas)

#### Madagascar
- Monastera Masina Maria Ampibanjinana, Fianarantsoa, Madagascar (monjas)
- Monastera Masina Maria Maromby (fr), Fianarantsoa, Madagascar (monjes)

#### Marruecos
- Abadía de Nuestra Señora del Atlas, Midelt, Marruecos (monjes)

#### Nigeria
- St. Justina's Monastery, Abakaliki, Nigeria (monjas)
- Our Lady of Mount Calvary Monastery, Enugu, Nigeria (monjes)
- Holy Cross Monastery, Illah, Nigeria (monjes)
- Our Lady of the Angels Priory, Nsugbe, Nigeria (monjes)

#### Ruanda
- Soeurs Trappistines, Kibungo, Ruanda (monjas)

#### Uganda
- Abbey Our Lady of Praise, Butende, Masaka, Uganda (monjas)
- Monastery of Our Lady of Victoria, Kyotera, Uganda (monjes)

### Asia

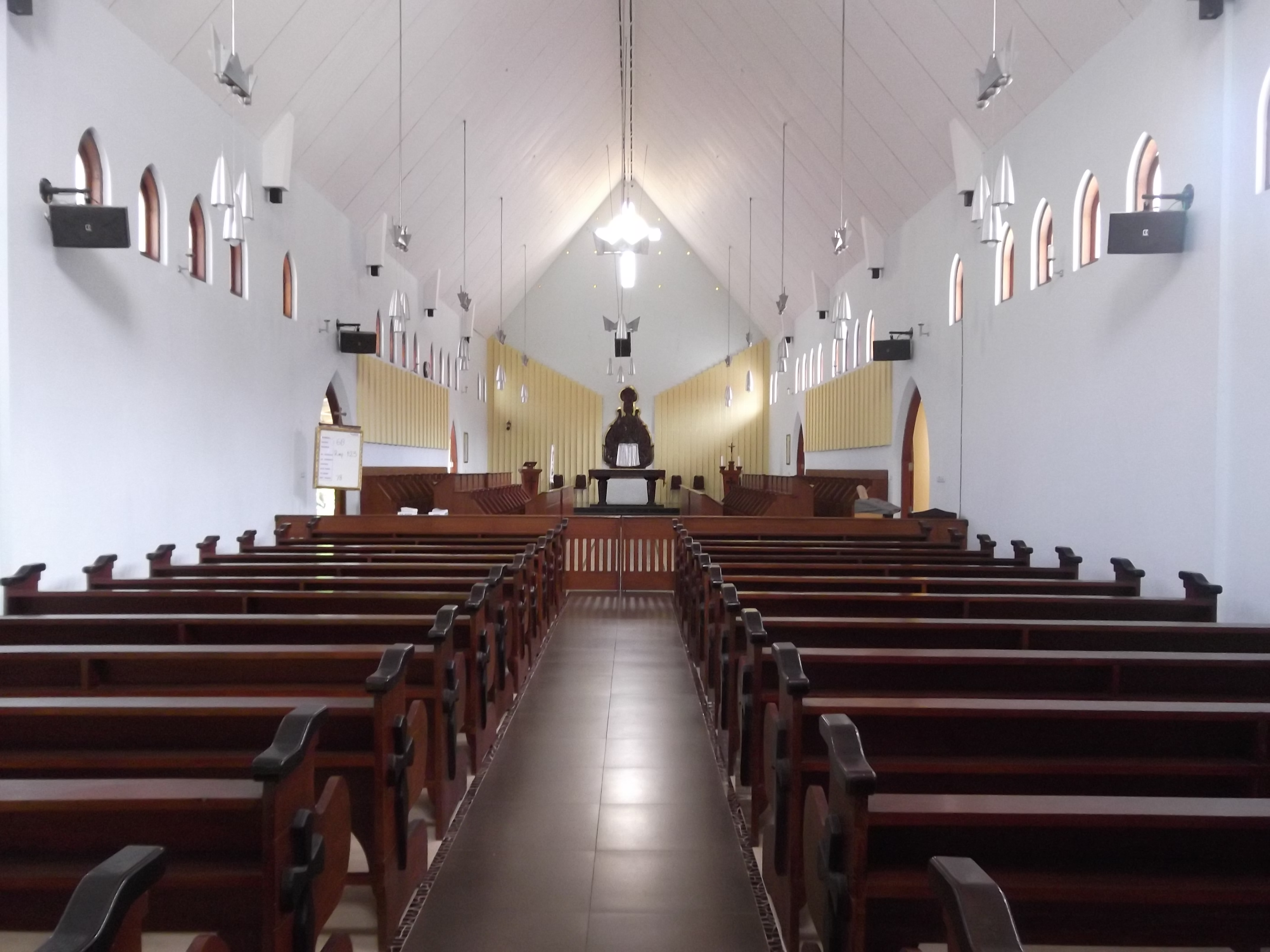
Iglesia interior de la Pertapaan Santa María Rawaseneng, Temanggung, Indonesia.

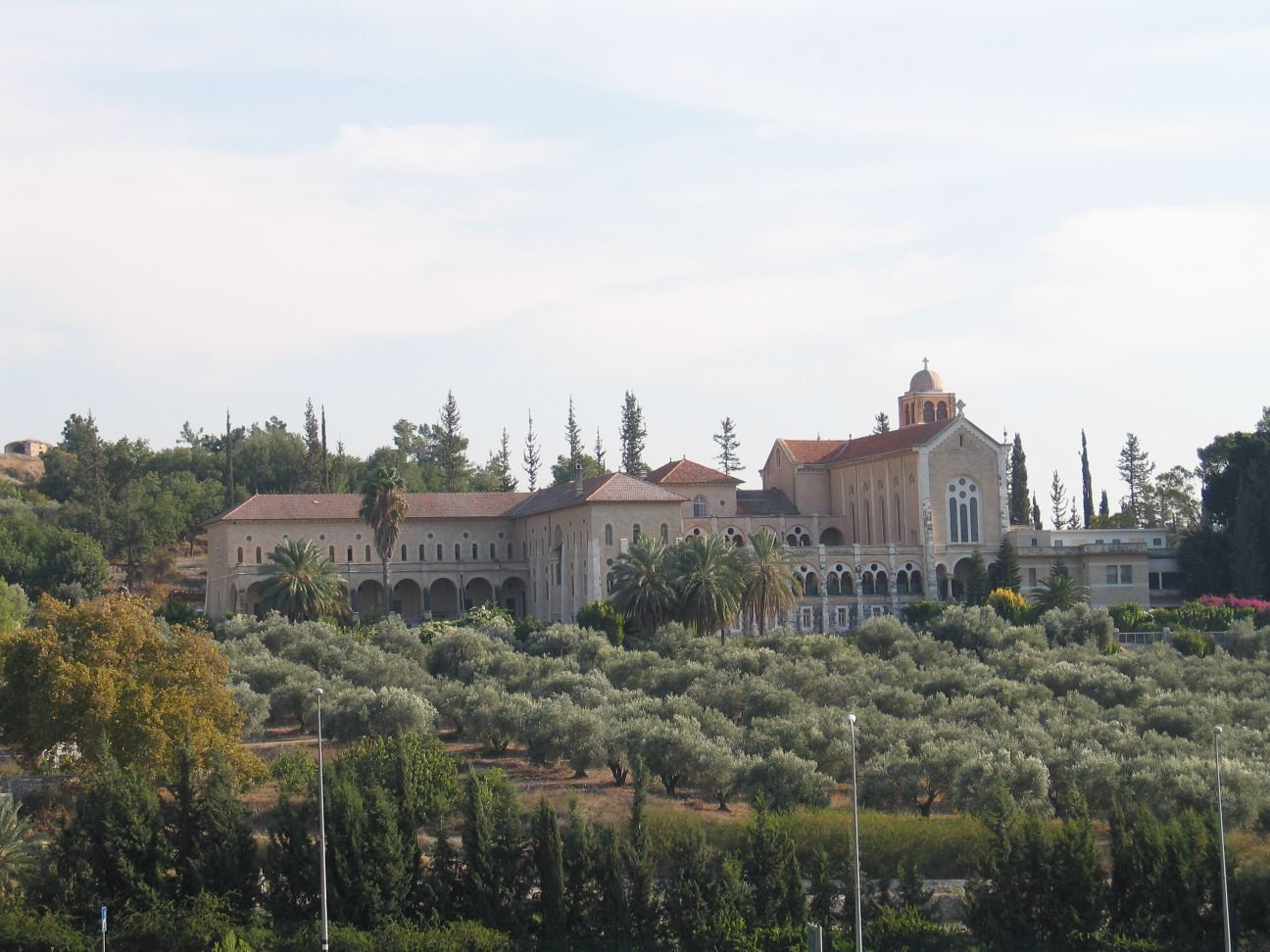
Abadía de Latrún, Latrúnn, Israel.

#### China
- Holy Mother of God Monastery en Shuili, Nantou, Taiwán (monjes)

#### Corea del Sur
- Trappistine Monastery en Sujong-ri, Masanhappo-gu, Corea del Sur (monjas)

#### Filipinas
- Our Lady of the Philippines Trappist Abbey en Jordan,  Guimaras, Filipinas (monjes)
- Our Lady of Matutum en Polomolok, South Cotabato, Filipinas (monjas)

#### Hong Kong
- Our Lady of Joy Abbey, Lantao, Hong Kong (monjes)

#### India
- Ananda Matha Ashram, Kunnambetta cerca de Wayanad, India (monjas)
- Kurisumala Ashram en Vagamon, India (monjes)

#### Indonesia
- Pertapaan Bunda Pemersatu Gedono (id) en Getasan, Semarang, Indonesia (monjas)
- Pertapaan Trappist Lamanabi en Tanjung Bunga, East Flores, Indonesia (monjes)
- Pertapaan Santa Maria Rawaseneng (id) en Kandangan, Temanggung, Indonesia (monjes)

#### Israel
- Abadía de Latrún, Latrún, Israel (monjes)

#### Japón
- Ajimu no Seibo Shudoin en Kayagomori, Prefectura de Ōita, Japón (monjas)
- Torapisuto Shudoin en Imari, Saga, Japón (monjas)
- Our Lady of Nasu Monastery en Nasu, Tochigi, Japón (monjas)
- B. M. Nishinomiya (Torapisuto), Nishinomiya, Japón (monjas)
- Our Lady of the Annunciation Monastery en Minamihata cerca de Hiji, Ōita, Japón (monjes)
- Our Lady of the Lighthouse Abbey en Mitsuishi, Hokkaido, Japón (monjes)
- Torapisuto Shudoin (Tenshien) en Kamiyunokawa cerca de Hakodate, Hokkaido, Japón (monjas)

#### Macao
- Trappistine Monastery "Our Lady Star of Hope", Macao (monjas)

#### Siria
- Monastero Beata Maria Fons Pacis en Talkalakh, Siria (monjas)

### Europa

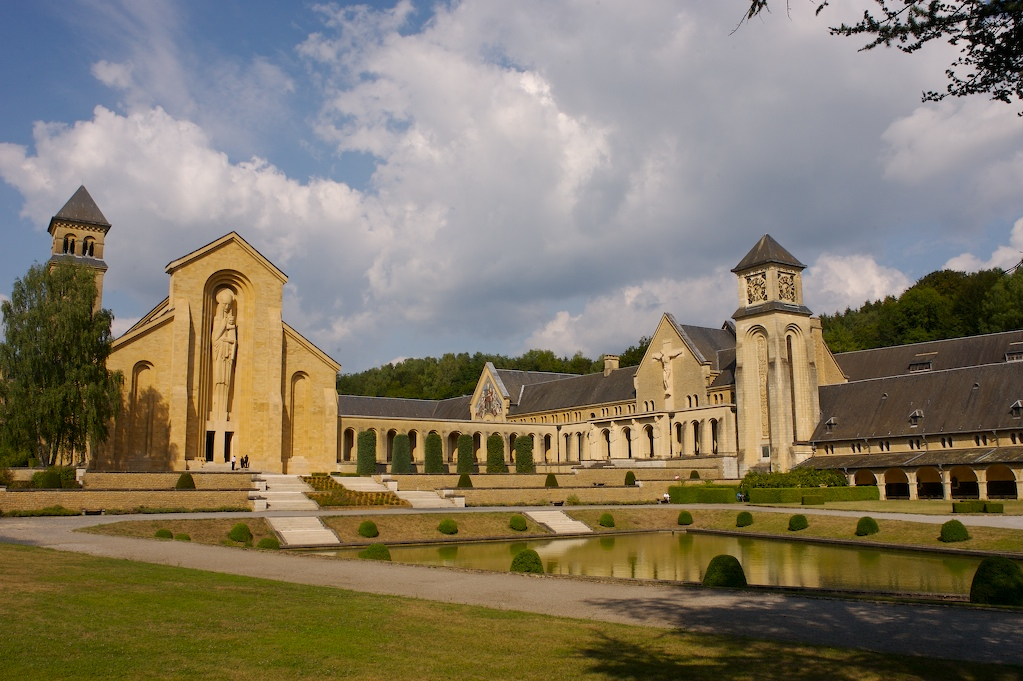
La Abadía de Orval, cerca de Florenville, Bélgica.

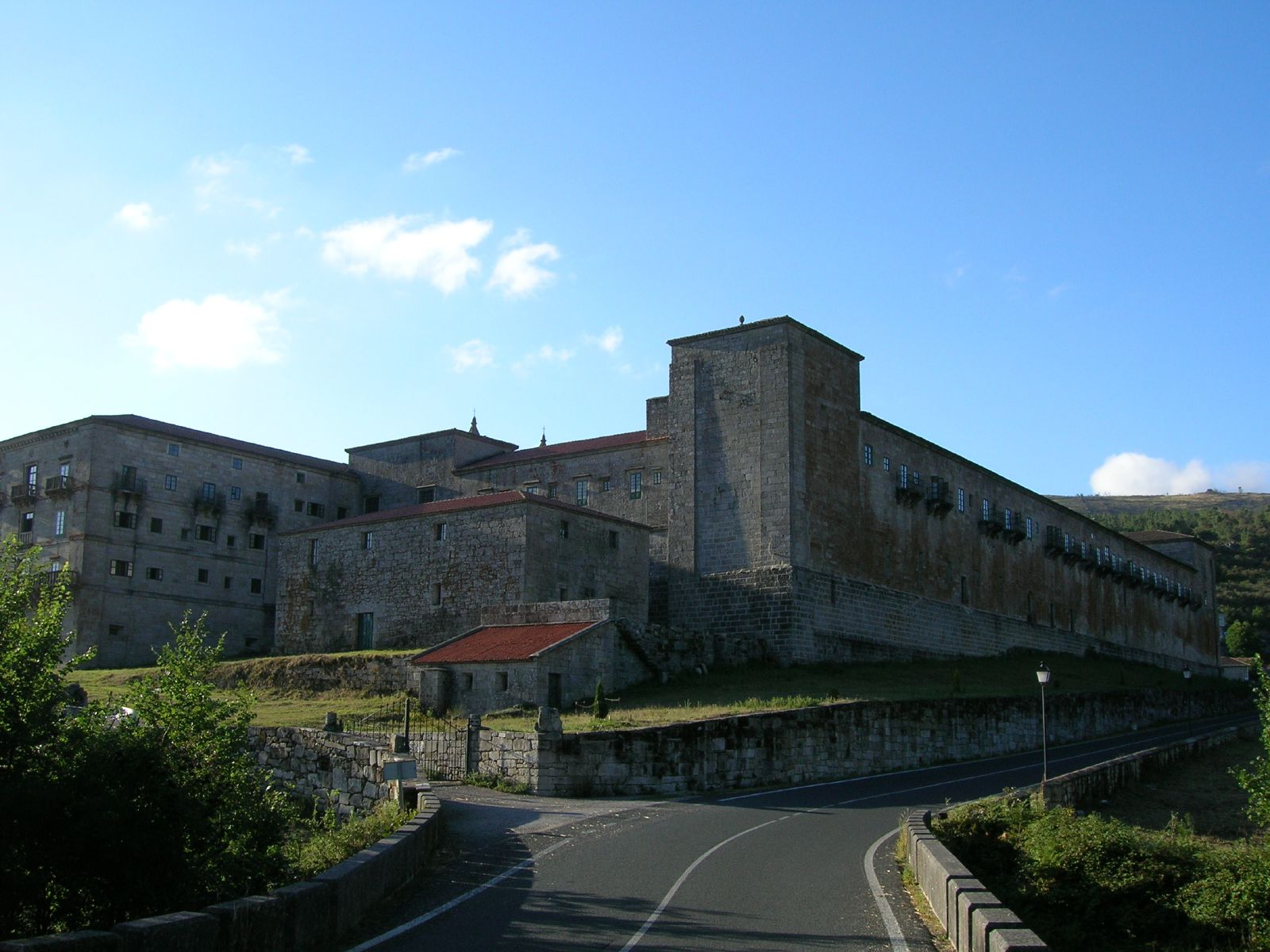
Monasterio de Santa María la Real de Osera, en Galicia, España.

#### Alemania
- Kloster Gethsemani at Donnersberg cerca de Dannenfels, Alemania (monjas)
- Trappistinnenabtei Maria Frieden en Dahlem, Alemania (monjas)
- Abadía de Mariawald en Heimbach, Alemania (monjes)

#### Austria
- Abadía de Engelszell en Engelhartszell, Austria (monjes)

#### Bélgica
- Abadía de Achel en Achel, Bélgica (monjes)
- Abadía de Brialmont en Tilff, Esneux, Bélgica (monjas)
- Abbaye Notre-Dame de la Paix en Chimay, Bélgica (monjas)
- Abbaye Notre-Dame de Clairefontaine en Bouillon, Bélgica (monjas)
- Priorij O.L. Vr van Klaarland en Bocholt, Bélgica (monjas)
- Abdij O.L. Vr. van Nazareth en Brecht, Bélgica (monjas)
- Abbaye Notre-Dame d'Orval en Villers-devant-Orval, Bélgica (monjes)
- Abbey of Notre-Dame de Saint-Rémy en Rochefort, Bélgica (monjes)
- Abadía de Scourmont en Forges, Bélgica (monjes)
- Abbaye Notre-Dame de Soleilmont en Fleurus, Bélgica (monjas)
- Abadía de San Sixto en Westvleteren, Bélgica (monjes)
- Abadía de Westmalle en Westmalle, Bélgica (monjes)

#### Bosnia y Herzegovina
- Abadía de Mariastern en Banja Luka, Bosnia y Herzegovina (monjes)

#### República Checa
- Klášter Naší Paní nad Vltavou en Neveklov, República Checa (monjas)
- Monasterio de Nový Dvůr, República Checa (monjes)

#### Dinamarca
- Myrendal Kloster en Allinge, Denmark (monjes)

#### España
- Monasterio Santa María de San José en Alloz, Navarra, España (monjas)
- Monasterio de Santa María la Real cerca de Arévalo, Ávila, España (monjas)
- Monasterio Cisterciense de Armenteira en Meis, Pontevedra, España (monjas)
- Monasterio Cisterciense de Santa Ana en Ávila, España (monjas)
- Monasterio de Santa Maria de Gratia Dei en Benaguacil, Valencia, España (monjas)
- Monasterio de San Pedro de Cardeña en Castrillo del Val, Burgos, España (monjes)
- Monasterio de Santa María de Carrizo en Carrizo de la Ribera, León, España (monjas)
- Monasterio de Santa María de las Escalonias en Hornachuelos, Córdoba, España (monjes)
- Monasterio de Santa María de Huerta en Santa María de Huerta, Soria, España (monjes)
- Monasterio de Santa María la Real de la Oliva en Carcastillo, Navarra, España (monjes)
- Monasterio de Nuestra Señora de la Paz en La Palma, Cartagena, España (monjas)
- Monasterio de Monte Sion en Toledo, España (monjes)
- Monasterio de Santa María la Real en Osera, España (monjes)
- Monasterio de San Isidro de Dueñas en San Isidro de Dueñas, Palencia, España (monjes)
- Monasterio de Santa María de Sobrado en Sobrado, La Coruña, España (monjes)
- Monasterio de Santa María de la Caridad en Tulebras, Navarra, España (monjas)
- Abadía de Santa María de Viaceli en Cóbreces, Cantabria, España (monjes)
- Monasterio de Nuestra Señora de Vico en Arnedo, La Rioja, España (monjas)
- Monasterio de Cenarruza en Cenarruza-Puebla de Bolívar, Vizcaya, España (monjes)

#### Francia
- Abbaye de Lérins en île Saint-Honorat, Francia (monjes)
- Abbaye Notre-Dame d'Acey en Vitreux, Francia (monjes)
- Abbaye Notre-Dame d'Aiguebelle en Montjoyer, Francia (monjes)
- Abbaye Notre-Dame de Baumgarten en Bernardvillé, Francia (monjas)
- Abbaye Notre-Dame de Bellefontaine en Bégrolles en Mauges, Francia (monjes)
- Abbaye de Belval en Troisvaux, Francia (monjas)
- Abbaye Notre-Dame de Bon Secours en Blauvac, Francia (monjas)
- Abbaye Notre-Dame de Bonneval en Le Cayrol, Francia (monjas)
- Abbaye Notre-Dame de Grâce en Bricquebec, Francia (monjes)
- Monastère de la Paix-Dieu en Anduze, Francia (monjas)
- Abbaye de la Joie Notre-Dame en Campénéac, Francia (monjas)
- Notre-Dame du Sacré-Cœur de Chambarand en Roybon, Francia (monjas)
- Abbaye Notre-Dame de Cîteaux en Saint-Nicolas-lès-Cîteaux, Francia (monjes)
- Abbaye Sainte-Marie du Désert en Bellegarde-Sainte-Marie, Francia (monjes)
- Abbaye Notre-Dame de Bonne-Espérance en Échourgnac, Francia (monjas)
- Monastère Notre-Dame des Gardes en Saint-Georges-des-Gardes, Francia (monjas)
- Abbaye Notre-Dame de la Trappe en Soligny-la-Trappe, Francia (monjes)
- Monastère Notre-Dame de la Coudre en Laval, Francia (monjas)
- Abbaye Notre-Dame de Melleray en La Meilleraye-de-Bretagne, Francia (monjes)
- Monastère du Jassonneix en Meymac, Francia (monjas)
- Abbaye Sainte-Marie-du-Mont en Godewaersvelde, Francia (monjes)
- Abbaye Notre-Dame-des-Neiges en St-Laurent-les-Bains, Francia (monjes)
- Abbaye Notre-Dame d'Oelenberg en Reiningue, Francia (monjes)
- Abbaye Notre-Dame du Port-du-Salut en Entrammes, Francia (monjes)
- Abbaye Sainte-Marie du Rivet en Auros, Francia (monjas)
- Abbaye Notre-Dame de Sept-Fons en Dompierre-sur-Besbre, Francia (monjes)
- Abbaye Notre-Dame de Tamié en Plancherine, Francia (monjes)
- Abbaye Notre-Dame de Timadeuc en Bréhan, Francia (monjes)
- Abbaye Notre-Dame de Saint-Joseph d'Ubexy en Charmes, Francia (monjas)
- Abbaye Notre-Dame du Val d'Igny en Arcis-le-Ponsart, Francia (monjas)

#### Irlanda
- St. Mary's Abbey en Glencairn cerca de Lismore, County Waterford, Irlanda (monjas)
- Mellifont Abbey en Collon, Irlanda (monjes)
- Mount Melleray Abbey en Cappoquin, Irlanda (monjes)
- Mount St. Joseph Abbey en Roscrea, Irlanda (monjes)

#### Italia
- Monastero Cistercense “Madonna dell’Unione” di Boschi en Monastero di Vasco, Italia (monjes)
- Abbazia Nostra Signora del Santissimo Sacramento en Frattocchie, Italia (monjes)
- Abbazia delle Tre Fontane en Roma, Italia (monjes)
- Monastero di N.S. di Valserena en Guardistallo, Italia (monjas)
- Monastero Trappiste Nostra Signora di San Giuseppe en Vitorchiano, Italia (monjas)

#### Países Bajos
- Abdij O.L. Vr. van Koningsoord en Arnhem, Países Bajos (monjas)
- Abdij O. L. Vr. van Sion en Diepenveen, Países Bajos (monjes)
- Cisterciënser Abdij Lilbosch en Echt, Países Bajos (monjes)
- Abdij O.L.Vrouw van Koningshoeven en Berkel-Enschot, Países Bajos (monjes)
- Abdij Maria-Toevlucht en Klein Zundert, Países Bajos (monjes)

#### Reino Unido
- Caldey Abbey en Caldey Island, Gales (monjes)
- Mount Saint Bernard Abbey cerca de Coalville, Inglaterra (monjes)
- Sancta Maria Abbey en Nunraw, Escocia (monjes)
- Holy Cross Abbey en Whitland, Gales (monjas)
- Our Lady of Bethlehem Abbey en Portglenone, Irlanda del Norte (monjes)

#### Noruega
- Munkeby Abbey cerca de Levanger, Noruega (monjes)
- Tautra Mariakloster en Frosta, Noruega (monjas)

#### Suiza
- Abbaye Notre-Dame de la Fille-Dieu en Romont, Suiza (monjas)
- Monastère Notre Dame de Géronde en Sierre, Suiza (monjas)

### Hispanoamérica

#### Argentina
- Abadía Nuestra Señora de los Ángeles en Azul, Argentina (monjes)
- Monasterio de la Madre de Cristo Hermanas Trapenses en Hinojo, Argentina (monjas)

#### Brasil
- Mosteiro Trapista Nossa Senhora da Boa Vista en Rio Negrinho, Brasil (monjas)
- Nossa Senhora do Novo Mundo en Campo do Tenente, Brasil (monjes)

#### Chile
- Monasterio Santa María de Miraflores en Rancagua, Chile (monjes)
- Monasterio Nuestra Señora de Quilvo en Curicó, Chile (monjas)

#### República Dominicana
- Monasterio Santa María del Evangelio en Jarabacoa, República Dominicana (monjes)

#### Ecuador
- Monasterio de Santa María de la Esperanza en Esmeraldas, Ecuador (monjas)
- Monasterio de Santa María del paraíso en San Miguel de Salcedo, Ecuador (monjes)

#### México
- Abadía Madre de Dios El Encuentro Rincón de San Jerónimo en Ciudad Hidalgo, México (monjas)
- Monasterio Cisterciense Virgen del Curutarán en Jacona, México (monjes)

#### Nicaragua
- Monasterio Santa María de la Paz[2] en Santo Tomás, Nicaragua (monjas)

#### Venezuela
- Monasterio Nuestra Señora de Coromoto en El Tocuyo, Venezuela (monjas)
- Monasterio Nuestra Señora de los Andes en Estánques, Venezuela (monjes)

### América del Norte

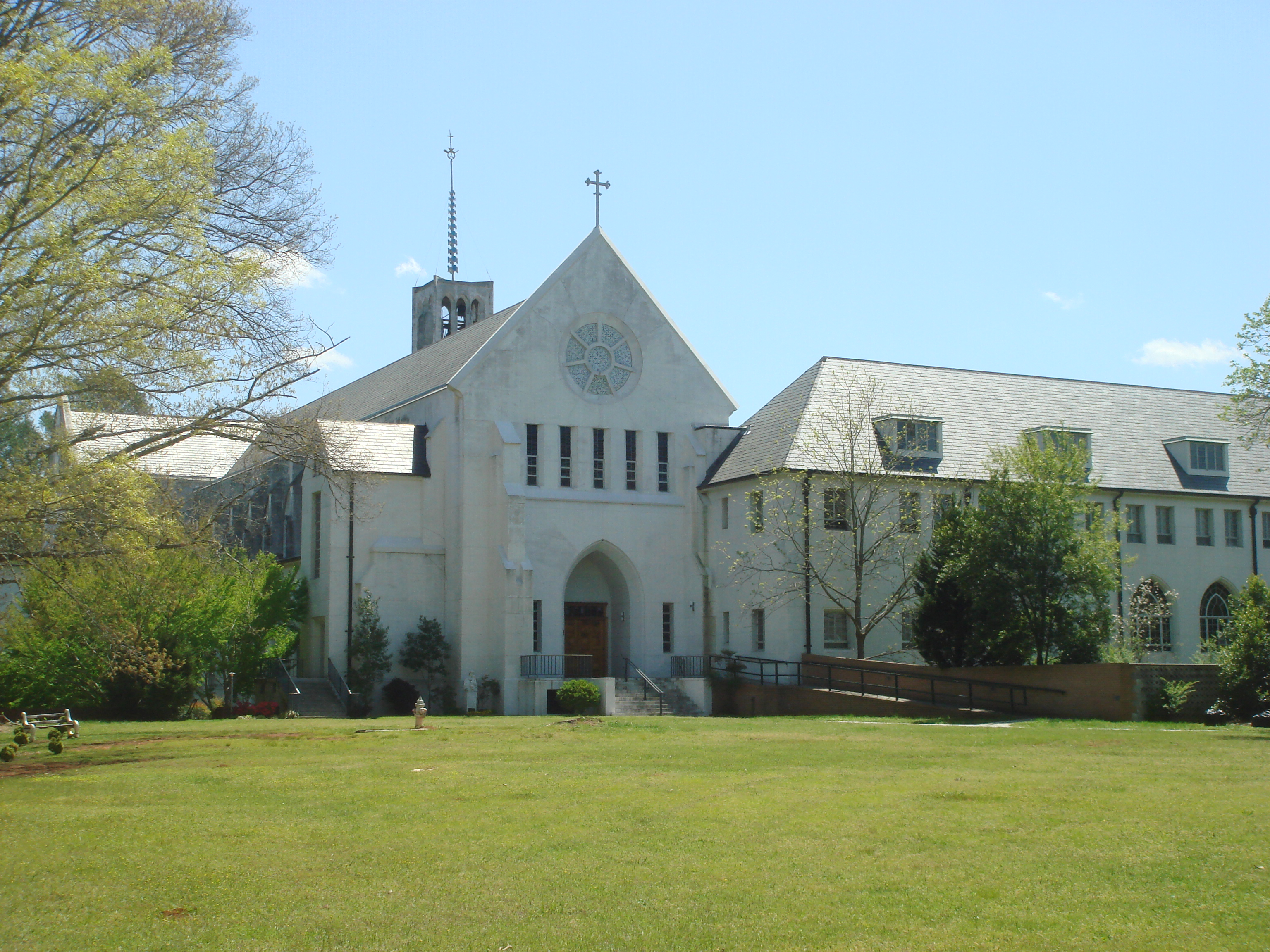
Monasterio del Espíritu Santo en Conyers, Georgia, Estados Unidos.

#### Canadá
- Abbaye N.-D. de l'Assomption en Rogersville, Canadá (monjas)
- Abbaye N.-D. du Bon Conseil en Saint-Benoît-Labre, Canadá (monjas)
- Abbaye N.-D. du Calvaire en Rogersville, Canadá (monjes)
- Monastère N.-D. de Mistassini en Dolbeau-Mistassini, Quebec, Canadá (monjes)
- Our Lady of the Prairies Abbey en Holland, Canadá (monjes)
- Abbaye Val Notre-Dame en Saint-Jean-de-Matha, Canadá (monjes)

#### Estados Unidos
- Assumption Abbey en Ava, Estados Unidos (monjes)
- Holy Cross Abbey en Berryville, Estados Unidos (monjes)
- Monastery of the Holy Spirit Conyers, Estados Unidos (monjes)
- Our Lady of the Angels Monastery en Crozet, Estados Unidos (monjas)
- Our Lady of the Genesee Abbey en Piffard, Estados Unidos (monjes)
- Abbey of Gethsemani en Bardstown, Estados Unidos (monjes)
- Our Lady of Guadalupe Abbey en Carlton, Estados Unidos (monjes)
- Abbey of the Holy Trinity en Huntsville, Estados Unidos (monjes).[3] Cerrado en agosto de 2017.[4]
- Mepkin Abbey en Moncks Corner, Estados Unidos (monjes)[3]
- Our Lady of the Mississippi Abbey en Dubuque, Estados Unidos (monjas)
- New Melleray Abbey en Peosta, Estados Unidos (monjes)
- Our Lady of the Redwoods Abbey en Whitethorn, Estados Unidos (monjas)
- Santa Rita Abbey en Sonoita, Estados Unidos (monjas)
- St. Benedict's Monastery en Snowmass, Estados Unidos (monjes)
- St. Joseph's Abbey en Spencer, Estados Unidos (monjes)
- Abbey of New Clairvaux en Vina, Estados Unidos (monjes)
- Mount St. Mary's Abbey en Wrentham, Estados Unidos (monjas)

### Oceanía
- Tarrawarra Abbey en Yarra Glen, Australia (monjes)
- Southern Star Abbey en Takapau, New Zealand (monjes)

## Vida monástica
A través de los estatutos de la Orden de la Trapa se puede conocer a esta austera y venerable Orden y en este artículo se ven indicados dos artículos de los Estatutos de la Orden de Trapa para conocer su vida monástica que son los siguientes:
- Artículo segundo de los estatutos («De los días de trabajo en invierno»). En los días feriales se comienza a la una y media los matinés y laudes del oficio mayor y menor, a que sigue de difuntos, hasta las cuatro.

- Artículo quinto de los estatutos («De los días de trabajo en verano»). En los días de feria se empieza el oficio divino a la una y media y dura hasta las tres y tres cuartos y en los de doce lecciones se comienza a la una y se termina a la misma hora.